# Sex Rouge (Wildhornmassiv)
Der Sex Rouge ist ein 2893 m ü. M. hoher Berg in den westlichen Berner Alpen. Er liegt im Wildhornmassiv südlich des Wildhorns. Der Namensbestandteil «Sex» leitet sich etymologisch vom lateinischen «saxum» (Fels) ab, siehe dazu Sex (Bergname).